# 16372 Demichele
16372 Demichele este o planetă minoră (asteroid), cu un diametru de 7,803 km, din centura de asteroizi. A fost descoperită pe 7 martie 1981 la Observatorul La Silla de Henri Debehogne. 
Obiectul prezintă o orbită caracterizată de o semiaxă mare de 3,1492192 UAi, o excentricitate de 0,17, o înclinație de 11,55274 ° în raport cu ecliptica.